# Kabinet-Major II
Het kabinet–Major II was de uitvoerende macht van de Britse overheid van 10 april 1992 tot 2 mei 1997. Het kabinet werd gevormd door de Conservative Party na de verkiezingen van 1992 met John Major de partijleider van de Conservative Party als premier. In het kabinet zaten meerdere (toekomstige)-prominenten zoals: Michael Heseltine, Norman Lamont, Kenneth Clarke, Douglas Hurd, Malcolm Rifkind, Michael Howard, Michael Portillo, Peter Lilley, William Waldegrave, William Hague en Norman Fowler.

## Samenstelling
| Ambtsbekleder                                                           | Ambtsbekleder         | Ambtsbekleder                                      | Functie(s)                                 | Ambtstermijn      | Ambtstermijn      | Partij(en)         |
| ----------------------------------------------------------------------- | --------------------- | -------------------------------------------------- | ------------------------------------------ | ----------------- | ----------------- | ------------------ |
|                                                                         | John Major            | John Major (1943)                                  | Premier                                    | 28 november 1990  | 2 mei 1997        | Conservative Party |
|                                                                         |                       | Michael Heseltine (1933)                           | Vicepremier                                | 5 juli 1995       | 2 mei 1997        | Conservative Party |
| First Secretary of State                                                |                       | Michael Heseltine (1933)                           |                                            | 5 juli 1995       | 2 mei 1997        | Conservative Party |
|                                                                         | Norman Lamont         | Norman Lamont (1942)                               | Minister van Financiën                     | 28 november 1990  | 27 mei 1993       | Conservative Party |
|                                                                         | Kenneth Clarke        | Kenneth Clarke (1940)                              | Minister van Financiën                     | 27 mei 1993       | 2 mei 1997        | Conservative Party |
|                                                                         | Douglas Hurd          | Douglas Hurd (1930)                                | Minister van Buitenlandse Zaken            | 26 oktober 1989   | 5 juli 1995       | Conservative Party |
|                                                                         | Malcolm Rifkind       | Malcolm Rifkind (1946)                             | Minister van Buitenlandse Zaken            | 5 juli 1995       | 2 mei 1997        | Conservative Party |
|                                                                         | Kenneth Clarke        | Kenneth Clarke (1940)                              | Minister van Binnenlandse Zaken            | 10 april 1992     | 27 mei 1993       | Conservative Party |
|                                                                         | Michael Howard        | Michael Howard (1941)                              | Minister van Binnenlandse Zaken            | 27 mei 1993       | 2 mei 1997        | Conservative Party |
|                                                                         |                       | Tony Newton (1937–2012)                            | Lord President of the Council              | 10 april 1992     | 2 mei 1997        | Conservative Party |
| Leader of the House of Commons                                          |                       | Tony Newton (1937–2012)                            |                                            | 10 april 1992     | 2 mei 1997        | Conservative Party |
|                                                                         | John Wakeham          | Baron Wakeham John Wakeham (1932)                  | Lord Privy Seal                            | 10 april 1992     | 20 juli 1994      | Conservative Party |
| Leader of the House of Lords                                            | John Wakeham          | Baron Wakeham John Wakeham (1932)                  |                                            | 10 april 1992     | 20 juli 1994      | Conservative Party |
|                                                                         | Robert Gascoyne-Cecil | Markies van Salisbury Robert Gascoyne-Cecil (1946) | Lord Privy Seal                            | 20 juli 1994      | 2 mei 1997        | Conservative Party |
| Leader of the House of Lords                                            | Robert Gascoyne-Cecil | Markies van Salisbury Robert Gascoyne-Cecil (1946) |                                            | 20 juli 1994      | 2 mei 1997        | Conservative Party |
|                                                                         | James Mackay          | Baron Mackay van Clashfern James Mackay (1927)     | Lord Chancellor                            | 26 oktober 1987   | 2 mei 1997        | Conservative Party |
|                                                                         |                       | Michael Heseltine (1933)                           | Minister van Economische Zaken             | 10 april 1992     | 5 juli 1995       | Conservative Party |
|                                                                         | Ian Lang              | Ian Lang (1940)                                    | Minister van Economische Zaken             | 5 juli 1995       | 2 mei 1997        | Conservative Party |
|                                                                         | Malcolm Rifkind       | Malcolm Rifkind (1946)                             | Minister van Defensie                      | 10 april 1992     | 5 juli 1995       | Conservative Party |
|                                                                         | Michael Portillo      | Michael Portillo (1953)                            | Minister van Defensie                      | 5 juli 1995       | 2 mei 1997        | Conservative Party |
|                                                                         | Virginia Bottomley    | Virginia Bottomley (1948)                          | Minister van Volksgezondheid               | 10 april 1992     | 5 juli 1995       | Conservative Party |
|                                                                         | Stephen Dorrell       | Stephen Dorrell (1952)                             | Minister van Volksgezondheid               | 5 juli 1995       | 2 mei 1997        | Conservative Party |
|                                                                         | Peter Lilley          | Peter Lilley (1943)                                | Minister van Sociale Zaken                 | 10 april 1992     | 2 mei 1997        | Conservative Party |
|                                                                         | Gillian Shephard      | Gillian Shephard (1940)                            | Minister van Arbeid                        | 10 april 1992     | 27 mei 1993       | Conservative Party |
|                                                                         | David Hunt            | David Hunt (1942)                                  | Minister van Arbeid                        | 27 mei 1993       | 20 juli 1994      | Conservative Party |
|                                                                         | Michael Portillo      | Michael Portillo (1953)                            | Minister van Arbeid                        | 20 juli 1994      | 5 juli 1995       | Conservative Party |
|                                                                         | Gillian Shephard      | Gillian Shephard (1940)                            | Minister van Arbeid                        | 5 juli 1995       | 2 mei 1997        | Conservative Party |
|                                                                         |                       | John Patten (1945)                                 | Minister van Onderwijs                     | 10 april 1992     | 20 juli 1994      | Conservative Party |
|                                                                         | Gillian Shephard      | Gillian Shephard (1940)                            | Minister van Onderwijs                     | 20 juli 1994      | 2 mei 1997        | Conservative Party |
|                                                                         | John MacGregor        | John MacGregor (1937)                              | Minister van Transport                     | 10 april 1992     | 20 juli 1994      | Conservative Party |
|                                                                         |                       | Brian Mawhinney (1940–2019)                        | Minister van Transport                     | 20 juli 1994      | 5 juli 1995       | Conservative Party |
|                                                                         | George Young          | Sir George Young (1941)                            | Minister van Transport                     | 5 juli 1995       | 2 mei 1997        | Conservative Party |
|                                                                         | John Gummer           | John Gummer (1939)                                 | Minister van Landbouw, Visserij en Voedsel | 24 juli 1989      | 27 mei 1993       | Conservative Party |
|                                                                         | Gillian Shephard      | Gillian Shephard (1940)                            | Minister van Landbouw, Visserij en Voedsel | 27 mei 1993       | 20 juli 1994      | Conservative Party |
|                                                                         | William Waldegrave    | William Waldegrave (1946)                          | Minister van Landbouw, Visserij en Voedsel | 20 juli 1994      | 5 juli 1995       | Conservative Party |
|                                                                         | Douglas Hogg          | Douglas Hogg (1945)                                | Minister van Landbouw, Visserij en Voedsel | 5 juli 1995       | 2 mei 1997        | Conservative Party |
|                                                                         | Michael Howard        | Michael Howard (1941)                              | Minister van Milieu                        | 10 april 1992     | 27 mei 1993       | Conservative Party |
|                                                                         | John Gummer           | John Gummer (1939)                                 | Minister van Milieu                        | 27 mei 1993       | 2 mei 1997        | Conservative Party |
|                                                                         | David Mellor          | David Mellor (1942)                                | Minister van Cultuur                       | 10 april 1992     | 25 september 1992 | Conservative Party |
|                                                                         |                       | Peter Brooke (1934–2023)                           | Minister van Cultuur                       | 25 september 1992 | 20 juli 1994      | Conservative Party |
|                                                                         | Stephen Dorrell       | Stephen Dorrell (1952)                             | Minister van Cultuur                       | 20 juli 1994      | 5 juli 1995       | Conservative Party |
|                                                                         | Virginia Bottomley    | Virginia Bottomley (1948)                          | Minister van Cultuur                       | 5 juli 1995       | 2 mei 1997        | Conservative Party |
|                                                                         | William Waldegrave    | William Waldegrave (1946)                          | Kanselier van het Hertogdom Lancaster      | 10 april 1992     | 20 juli 1994      | Conservative Party |
|                                                                         | David Hunt            | David Hunt (1942)                                  | Kanselier van het Hertogdom Lancaster      | 20 juli 1994      | 5 juli 1995       | Conservative Party |
|                                                                         | Roger Freeman         | Roger Freeman (1942)                               | Kanselier van het Hertogdom Lancaster      | 5 juli 1995       | 2 mei 1997        | Conservative Party |
|                                                                         | Ian Lang              | Ian Lang (1940)                                    | Minister voor Schotland                    | 28 november 1990  | 5 juli 1995       | Conservative Party |
|                                                                         | Michael Forsyth       | Michael Forsyth (1954)                             | Minister voor Schotland                    | 5 juli 1995       | 2 mei 1997        | Conservative Party |
|                                                                         | David Hunt            | David Hunt (1942)                                  | Minister voor Wales                        | 4 mei 1990        | 27 mei 1993       | Conservative Party |
|                                                                         | John Redwood          | John Redwood (1951)                                | Minister voor Wales                        | 27 mei 1993       | 26 juni 1995      | Conservative Party |
|                                                                         | David Hunt            | David Hunt (1942)                                  | Minister voor Wales                        | 26 juni 1995      | 5 juli 1995       | Conservative Party |
|                                                                         | William Hague         | William Hague (1961)                               | Minister voor Wales                        | 5 juli 1995       | 2 mei 1997        | Conservative Party |
|                                                                         |                       | Sir Patrick Mayhew (1929–2016)                     | Minister voor Noord-Ierland                | 10 april 1992     | 2 mei 1997        | Conservative Party |
|                                                                         | Norman Fowler         | Norman Fowler (1938)                               | Minister zonder portefeuille               | 10 mei 1992       | 15 juli 1994      | Conservative Party |
| Partijvoorzitter                                                        | Norman Fowler         | Norman Fowler (1938)                               |                                            | 10 mei 1992       | 15 juli 1994      | Conservative Party |
|                                                                         |                       | Jeremy Hanley (1945)                               | Minister zonder portefeuille               | 15 juli 1994      | 5 juli 1995       | Conservative Party |
| Partijvoorzitter                                                        |                       | Jeremy Hanley (1945)                               |                                            | 15 juli 1994      | 5 juli 1995       | Conservative Party |
|                                                                         |                       | Brian Mawhinney (1940–2019)                        | Minister zonder portefeuille               | 5 juli 1995       | 2 mei 1997        | Conservative Party |
| Partijvoorzitter                                                        |                       | Brian Mawhinney (1940–2019)                        |                                            | 5 juli 1995       | 2 mei 1997        | Conservative Party |
| Formeel geen leden van het kabinet, maar woonde kabinetsvergadering bij |                       |                                                    |                                            |                   |                   |                    |
| Ambtsbekleder                                                           | Ambtsbekleder         | Ambtsbekleder                                      | Functie(s)                                 | Ambtstermijn      | Ambtstermijn      | Partij(en)         |
|                                                                         | Michael Portillo      | Michael Portillo (1953)                            | Onderminister voor Financiën               | 10 april 1992     | 20 juli 1994      | Conservative Party |
|                                                                         |                       | Jonathan Aitken (1942)                             | Onderminister voor Financiën               | 20 juli 1994      | 5 juli 1995       | Conservative Party |
|                                                                         | William Waldegrave    | William Waldegrave (1946)                          | Onderminister voor Financiën               | 5 juli 1995       | 2 mei 1997        | Conservative Party |
|                                                                         | John Cope             | Sir John Cope (1937)                               | Thesaurier- generaal                       | 10 april 1992     | 20 juli 1994      | Conservative Party |
|                                                                         | David Heathcoat-Amory | David Heathcoat- Amory (1949)                      | Thesaurier- generaal                       | 20 juli 1994      | 20 juli 1996      | Conservative Party |
|                                                                         | David Willetts        | David Willetts (1956)                              | Thesaurier- generaal                       | 20 juli 1996      | 22 november 1996  | Conservative Party |
|                                                                         | Michael Bates         | Michael Bates (1961)                               | Thesaurier- generaal                       | 22 november 1996  | 2 mei 1997        | Conservative Party |
|                                                                         |                       | Sir Nicholas Lyell (1938–2010)                     | Advocaat- generaal                         | 10 april 1992     | 2 mei 1997        | Conservative Party |
|                                                                         | Richard Ryder         | Richard Ryder (1949)                               | Onderstaats- secretaris voor Financiën     | 28 november 1990  | 20 juli 1995      | Conservative Party |
| Chief Whip in het Lagerhuis                                             | Richard Ryder         | Richard Ryder (1949)                               |                                            | 28 november 1990  | 20 juli 1995      | Conservative Party |
|                                                                         | Alastair Goodlad      | Alastair Goodlad (1943)                            | Onderstaats- secretaris voor Financiën     | 20 juli 1995      | 2 mei 1997        | Conservative Party |
| Chief Whip in het Lagerhuis                                             | Alastair Goodlad      | Alastair Goodlad (1943)                            |                                            | 20 juli 1995      | 2 mei 1997        | Conservative Party |

Russell I ·
Smith-Stanley I ·
Hamilton-Gordon ·
Temple I ·
Smith-Stanley II ·
Temple II ·
Russell II ·
Smith-Stanley III ·
Disraeli I ·
Gladstone I ·
Disraeli II ·
Gladstone II ·
Gascoyne-Cecil I ·
Gladstone III ·
Gascoyne-Cecil II ·
Gladstone IV ·
Primrose ·
Gascoyne-Cecil III ·
Gascoyne-Cecil IV ·
Balfour ·
Campbell-Bannerman ·
Asquith I ·
Asquith II ·
Asquith III ·
Asquith IV ·
Lloyd George I ·
Lloyd George II ·
Law ·
Baldwin I ·
MacDonald I ·
Baldwin II ·
MacDonald II ·
MacDonald III ·
MacDonald IV ·
Baldwin III ·
Chamberlain I ·
Chamberlain II ·
Churchill I ·
Churchill II ·
Attlee I ·
Attlee II ·
Churchill III ·
Eden ·
Macmillan I ·
Macmillan II ·
Douglas-Home ·
Wilson I ·
Wilson II ·
Heath ·
Wilson III ·
Callaghan ·
Thatcher I ·
Thatcher II ·
Thatcher III ·
Major I ·
Major II ·
Blair I ·
Blair II ·
Blair III ·
Brown ·
Cameron I ·
Cameron II ·
May I ·
May II ·
Johnson I ·
Johnson II ·
Truss ·
Sunak ·
Starmer